# Dakar-rally 2017
De Dakar-rally 2017 was de 39ste editie van de Dakar-rally, en de negende in Zuid-Amerika. Deze editie werden de landen Paraguay, Bolivia en Argentinië aangedaan. De rally startte in Asuncion, had een rustdag in La Paz en finishte in Buenos Aires. In verband met slechte weersomstandigheden moesten twee etappes worden afgelast.

## Etappes
| Etappe | Datum      | Van                   | Naar                  |
| ------ | ---------- | --------------------- | --------------------- |
| 1      | 2 januari  | Asuncion              | Resistencia           |
| 2      | 3 januari  | Resistencia           | San Miguel de Tucumán |
| 3      | 4 januari  | San Miguel de Tucumán | San Salvador de Jujuy |
| 4      | 5 januari  | San Salvador de Jujuy | Tupiza                |
| 5      | 6 januari  | Tupiza                | Oruro                 |
| 6      | 7 januari  | Oruro                 | La Paz                |
|        | 8 januari  | Rustdag in La Paz     | Rustdag in La Paz     |
| 7      | 9 januari  | La Paz                | Uyuni                 |
| 8      | 10 januari | Uyuni                 | Salta                 |
| 9      | 11 januari | Salta                 | Chilecito             |
| 10     | 12 januari | Chilecito             | San Juan              |
| 11     | 13 januari | San Juan              | Río Cuarto            |
| 12     | 14 januari | Río Cuarto            | Buenos Aires          |

### Afstanden
| Moment        | Motoren en Quads | Auto's  | Vrachtwagens |
| ------------- | ---------------- | ------- | ------------ |
| Verbinding    | 4729 km          | 4730 km | 4871 km      |
| Special Stage | 4089 km          | 4093 km | 3910 km      |
| Totaal        | 8818 km          | 8823 km | 8781 km      |

## Aantal deelnemers
Onderstaande tabel laat zien hoeveel deelnemers er aan de start stonden, hoeveel er op de rustdag nog over waren, en hoeveel uiteindelijk de eindstreep haalden.
| Moment  | Motoren | Quads | Auto's | UTV's | Trucks | Totaal |
| ------- | ------- | ----- | ------ | ----- | ------ | ------ |
| Start   | 143     | 37    | 77     | 10    | 50     | 317    |
| Rustdag | 111     | 25    | 64     | 5     | 48     | 253    |
| Einde   | 97      | 22    | 58     | 5     | 45     | 227    |

## Uitslagen

### Etappewinnaars
| Etappe | Motoren                                    | Quads                                      | Auto's                                     | UTV's                                      | Trucks                                     |
| ------ | ------------------------------------------ | ------------------------------------------ | ------------------------------------------ | ------------------------------------------ | ------------------------------------------ |
| 1      | Joan Pedrero Garcia Sherco                 | Marcelo Medeiros Yamaha                    | Nasser Al-Attiyah Toyota                   | Ravil Maganov Polaris                      | Martin Kolomy Tatra                        |
| 2      | Toby Price KTM                             | Pablo Copetti Yamaha                       | Sébastien Loeb Peugeot                     | Mao Ruijin Polaris                         | Martin van den Brink Renault               |
| 3      | Joan Barreda Bort Honda                    | Gaston Gonzalez Yamaha                     | Stéphane Peterhansel Peugeot               | Leandro Torres Polaris                     | Eduard Nikolaev Kamaz                      |
| 4      | Matthias Walkner KTM                       | Walter Nosiglia Honda                      | Cyril Despres Peugeot                      | Mao Ruijin Polaris                         | Gerard de Rooy Iveco                       |
| 5      | Sam Sunderland KTM                         | Kees Koolen Barren Racer                   | Sébastien Loeb Peugeot                     | Ravil Maganov Polaris                      | Gerard de Rooy Iveco                       |
| 6      | Etappe afgelast in verband met slecht weer | Etappe afgelast in verband met slecht weer | Etappe afgelast in verband met slecht weer | Etappe afgelast in verband met slecht weer | Etappe afgelast in verband met slecht weer |
| 7      | Ricky Brabec Honda                         | Sergey Karyakin Yamaha                     | Stéphane Peterhansel Peugeot               | Ravil Maganov Polaris                      | Dmitri Sotnikov Kamaz                      |
| 8      | Joan Barreda Bort Honda                    | Ignacio Casale Yamaha                      | Sébastien Loeb Peugeot                     | Li Dongsheng Polaris                       | Martin van den Brink Renault               |
| 9      | Etappe afgelast in verband met slecht weer | Etappe afgelast in verband met slecht weer | Etappe afgelast in verband met slecht weer | Etappe afgelast in verband met slecht weer | Etappe afgelast in verband met slecht weer |
| 10     | Joan Barreda Bort Honda                    | Sergey Karyakin Yamaha                     | Stéphane Peterhansel Peugeot               | Wang Fujiang Polaris                       | Eduard Nikolaev Kamaz                      |
| 11     | Joan Barreda Bort Honda                    | Sergey Karyakin Yamaha                     | Sébastien Loeb Peugeot                     | Leandro Torres Polaris                     | Eduard Nikolaev Kamaz                      |
| 12     | Adrien Van Beveren Yamaha                  | Ignacio Casale Yamaha                      | Sébastien Loeb Peugeot                     | Ravil Maganov Polaris                      | Eduard Nikolaev Kamaz                      |

### Klassementsleiders na elke etappe
| Etappe | Motoren                     | Quads                   | Auto's                       | UTV's                  | Trucks                       |
| ------ | --------------------------- | ----------------------- | ---------------------------- | ---------------------- | ---------------------------- |
| 1      | Joan Pedrero Garcia Sherco  | Marcelo Medeiros Yamaha | Nasser Al-Attiyah Toyota     | Ravil Maganov Polaris  | Martin Kolomy Tatra          |
| 2      | Toby Price KTM              | Pablo Copetti Yamaha    | Sébastien Loeb Peugeot       | Mao Ruijin Polaris     | Martin van den Brink Renault |
| 3      | Joan Barreda Bort Honda     | Ignacio Casale Yamaha   | Sébastien Loeb Peugeot       | Leandro Torres Polaris | Eduard Nikolaev Kamaz        |
| 4      | Pablo Quintanilla Husqvarna | Sergey Karyakin Yamaha  | Cyril Despres Peugeot        | Mao Ruijin Polaris     | Gerard de Rooy Iveco         |
| 5      | Sam Sunderland KTM          | Simon Witse Yamaha      | Stéphane Peterhansel Peugeot | Ravil Maganov Polaris  | Gerard de Rooy Iveco         |
| 6      | Sam Sunderland KTM          | Simon Witse Yamaha      | Stéphane Peterhansel Peugeot | Ravil Maganov Polaris  | Gerard de Rooy Iveco         |
| 7      | Sam Sunderland KTM          | Sergey Karyakin Yamaha  | Stéphane Peterhansel Peugeot | Leandro Torres Polaris | Gerard de Rooy Iveco         |
| 8      | Sam Sunderland KTM          | Sergey Karyakin Yamaha  | Sébastien Loeb Peugeot       | Leandro Torres Polaris | Dmitri Sotnikov Kamaz        |
| 9      | Sam Sunderland KTM          | Sergey Karyakin Yamaha  | Sébastien Loeb Peugeot       | Leandro Torres Polaris | Dmitri Sotnikov Kamaz        |
| 10     | Sam Sunderland KTM          | Sergey Karyakin Yamaha  | Stéphane Peterhansel Peugeot | Leandro Torres Polaris | Eduard Nikolaev Kamaz        |
| 11     | Sam Sunderland KTM          | Sergey Karyakin Yamaha  | Stéphane Peterhansel Peugeot | Leandro Torres Polaris | Eduard Nikolaev Kamaz        |
| 12     | Sam Sunderland KTM          | Sergey Karyakin Yamaha  | Stéphane Peterhansel Peugeot | Leandro Torres Polaris | Eduard Nikolaev Kamaz        |

### Eindklassement
| Uitslag | Motoren                   | Quads                  | Auto's                       | UTV's                  | Trucks                  |
| ------- | ------------------------- | ---------------------- | ---------------------------- | ---------------------- | ----------------------- |
| 1       | Sam Sunderland KTM        | Sergey Karyakin Yamaha | Stéphane Peterhansel Peugeot | Leandro Torres Polaris | Eduard Nikolaev Kamaz   |
| 2       | Matthias Walkner KTM      | Ignacio Casale Yamaha  | Sébastien Loeb Peugeot       | Wang Fujiang Polaris   | Dmitry Sotnikov Kamaz   |
| 3       | Gerard Farrés KTM         | Pablo Copetti Yamaha   | Cyril Despres Peugeot        | Ravil Maganov Polaris  | Gerard de Rooy Iveco    |
| 4       | Adrien Van Beveren Yamaha | Rafał Sonik Yamaha     | Nani Roma Toyota             | Mao Ruijin Polaris     | Federico Villagra Iveco |
| 5       | Joan Barreda Bort Honda   | Axel Dutrie Yamaha     | Giniel de Villiers Toyota    | Li Dongsheng Polaris   | Ayrat Mardeev Kamaz     |